# Station Šternberk
Železniční stanice Šternberk (Nederlands: Station Šternberk, Duits vroeger: Sternberg) is een station in de Tsjechische stad Šternberk. Het station ligt aan spoorlijn 290 (die van Olomouc, via Šternberk en Uničov, naar Šumperk loopt). Het station is onder beheer van de SŽDC en wordt bediend door stop- en sneltreinen van de České Dráhy.
Olomouc hlavní nádraží ↔ Hlušovice ↔ Bohuňovice ↔ Štarnov ↔ Šternberk ↔ Babice u Šternberka ↔ Mladějovice ↔ Újezd u Uničova ↔ Uničov zastávka ↔ Uničov ↔ Troubelice ↔ Troubelice zastávka ↔ Nová Hradečná ↔ Libina ↔ Hrabišín ↔ Nový Malín ↔ Šumperk